# Club Sportivo Trinidense
Maillots
Actualités
Le Club Sportivo Trinidense est un club de football paraguayen basé à Asuncion. Fondé le 11 août 1935, le club évolue au stade Martín Torres.

## Palmarès
- Championnat du Paraguay D3 (4) :
  - Champion : 1982, 1987, 1990 et 2002.

- Coupe du Paraguay :
  - Finaliste : 2023